# Stratégia
Stratégia – węgierski zespół rockowy i metalowy, założony w Hódmezővásárhely w 1996 roku.

## Historia
Zespół Stratégia został założony w 1996 roku w Hódmezővásárhely. Początkowo grupa grała covery piosenek rockowych o tematyce narodowej, ale z biegiem czasu zmieniła styl muzyczny na heavy metal. W tekstach położyła duży nacisk na patriotyzm. Pierwszego koncertu muzycy udzielili w kwietniu 1997 roku w Hódmezővásárhely, a poza coverami zagrali wówczas także kilka własnych kompozycji.
W 2000 roku w Bikini Stúdió grupa nagrała materiał na pierwszy album, zatytułowany Láss tisztán!. Ich drugi album pt. A végzet kardja został wydany w 2002 roku. Następnie kilku członków odeszło z zespołu, a zastąpiono ich innymi, co nie sprzyjało nagraniu kolejnego albumu. W 2004 roku opublikowany demo zawierające trzy utwory.
W 2005 roku zespół nagrał kilka coverów grupy Böhse Onkelz, ale zagrał je tylko na jednym koncercie w Hódmezővásárhely w 2006 roku. Następnie zespół ponownie tworzył własne kompozycje. W 2008 roku ukazało się nowe demo zespołu, zatytułowane Népek tavasza. 6 października 2009 roku wydany został trzeci album studyjny, Változás szele.

## Skład zespołu

### Obecni członkowie
- József Török – wokal (1997–2001, 2003–)
- Zsolt Szilágyi – wokal (2001–2003), gitara (1996–)
- Attila Lugasi – gitara basowa (2010–)
- Ferenc Kurunczi – perkusja (1998–2001, 2005–2007), gitara (2007–)
- Róbert Kovács – instrumenty klawiszowe (2008, 2009–)
- Gergely Győri – perkusja (2007–)

### Dawni członkowie
- Róbert Szabó – wokal (1996–1997)
- Tamás Papp – perkusja (1997–1998)
- Gergely Lebenguth – gitara basowa (1996–1998), gitara (1998–2003)
- Károly Bajusz – perkusja (2001–2005)
- István Szécsényi – gitara (2003–2006)
- István Mészáros – gitara basowa (1998–2010)
- Lilla Csarmaz – wokal (2009–2011)

## Dyskografia
- Láss tisztán! (2000)
- A végzet kardja (2002)
- Változás szele (2009)